# (175613) Shikoku-karst
(175613) Shikoku-karst est un astéroïde de la ceinture principale.

## Description
(175613) Shikoku-karst est un astéroïde de la ceinture principale. Il fut découvert le 12 novembre 2006 à Kuma Kogen par Yasuhide Fujita. Il présente une orbite caractérisée par un demi-grand axe de 3,03 UA, une excentricité de 0,03 et une inclinaison de 9,1° par rapport à l'écliptique.